# Euphorbia handiensis
Espèce
Statut de conservation UICN

 VU D2 : Vulnérable
Statut CITES
Euphorbia handiensis est une espèce de plantes de la famille des Euphorbiaceae, décrite par Óscar Burchard Kessels en 1912. Cette euphorbe est devenue l'un des symboles végétaux des îles Canaries, en particulier de l'île de Fuerteventura, sous le nom de Cardón de Jandía (à ne pas confondre avec Euphorbia canariensis).

## Habitat
Plante succulente, elle pousse notamment sur l'une des îles les plus arides des Canaries, à Fuerteventura – principalement dans la zone de la péninsule de Jandía dont elle tient son nom vernaculaire en espagnol de Cardón de Jandía –, dans les sols volcaniques bruts du parc naturel de Jandía.